# Copera imbricata
Copera imbricata – gatunek ważki z rodziny pióronogowatych (Platycnemididae).